# Kamal El Ouassil
Kamal El Ouassil (ur. 1 lipca 1976) – marokański piłkarz, grający jako pomocnik.
Przez całą karierę związany był z Olympic Safi. Od 2007/2008 do sezonu 2010/2011 zagrał 35 spotkań i strzelił dwa gole. W sezonie 2011/2012 zagrał 12 spotkań, a w 2012/2013 8. 1 lipca 2013 roku zakończył karierę.